# 1996–1997-es magyar férfi vízilabda-bajnokság (első osztály)
Az 1996–1997-es magyar férfi vízilabda-bajnokság a kilencvenegyedik magyar vízilabda-bajnokság volt. A bajnokságban tizenkét csapat indult el, a csapatok két kört játszottak. Ebben az évben a győzelemért 3 pont járt. Az alapszakasz után az 1-8. helyezettek play-off rendszerben játszottak a bajnoki címért.
A Szentesi SC új neve Szentesi VK lett.
A Szolnoki VSE új neve Szolnoki MTE lett.

## Alapszakasz
| #   | Csapat                   | M  | Gy | D | V  | G+  | G-  | P  | Megjegyzés     |
| --- | ------------------------ | -- | -- | - | -- | --- | --- | -- | -------------- |
| 1.  | BVSC-Westel              | 22 | 18 | 2 | 2  | 296 | 176 | 56 |                |
| 2.  | Ferencvárosi TC-Vitalin  | 22 | 18 | 2 | 2  | 277 | 121 | 56 |                |
| 3.  | Vasas SC-Plaket          | 22 | 17 | 4 | 1  | 242 | 122 | 53 | 2 pont levonva |
| 4.  | Újpesti TE-Office & Home | 22 | 14 | 3 | 5  | 240 | 160 | 45 |                |
| 5.  | Heliomed-Szegedi VE      | 22 | 10 | 5 | 7  | 207 | 178 | 35 |                |
| 6.  | Bp. Spartacus            | 22 | 10 | 5 | 7  | 212 | 179 | 35 |                |
| 7.  | ÚVMK Eger-Egervin        | 22 | 8  | 1 | 13 | 204 | 231 | 25 |                |
| 8.  | Kontavill-Szentesi VK    | 22 | 6  | 4 | 12 | 165 | 186 | 22 |                |
| 9.  | Szolnoki MTE             | 22 | 5  | 4 | 13 | 181 | 260 | 19 |                |
| 10. | OSC                      | 22 | 5  | 2 | 15 | 145 | 210 | 17 |                |
| 11. | Hódmezővásárhelyi VSC    | 22 | 3  | 2 | 17 | 138 | 291 | 11 |                |
| 12. | Csanádi Árpád KSI        | 22 | 1  | 0 | 21 | 128 | 321 | 3  |                |

* M: Mérkőzés Gy: Győzelem D: Döntetlen V: Vereség G+: Dobott gól G-: Kapott gól P: Pont

## Rájátszás
Negyeddöntő: BVSC-Westel–Kontavill-Szentesi VK 11–4, 14–6 és Ferencvárosi TC-Vitalin–ÚVMK Eger-Egervin 16–6, 17–9 és Vasas SC-Plaket–Bp. Spartacus 8–7, 9–5 és Újpesti TE-Office & Home–Heliomed-Szegedi VE 7–4, 5–8, 9–3
Elődöntő: BVSC-Westel–Újpesti TE-Office & Home 9–7, 11–9 és Ferencvárosi TC-Vitalin–Vasas SC-Plaket 9–10, 8–9
Döntő: BVSC-Westel–Vasas SC-Plaket 12–10, 12–11

## A góllövőlista élmezőnye
|     | Gól | Játékos         | Csapat      |
| --- | --- | --------------- | ----------- |
| 1.  | 62  | Varga I. Zsolt  | BVSC        |
| 2.  | 59  | Molnár Tamás    | Szeged      |
| 3.  | 57  | Bereczki Miklós | Spartacus   |
| 4.  | 53  | Biros Péter     | Eger        |
| 5.  | 50  | Petik Attila    | Eger        |
| 6.  | 49  | Fodor Rajmund   | Ferencváros |
|     | 49  | Péter Imre      | Ferencváros |
| 8.  | 48  | Kásás Tamás     | Újpesti TE  |
| 9.  | 44  | Kiss Gergely    | Ferencváros |
| 10. | 43  | Cseh Sándor     | Szolnok     |
|     | 43  | Dmitrij Gorskov | Vasas       |
|     | 43  | Tóth Imre       | Spartacus   |